# Piotr Orzechowski

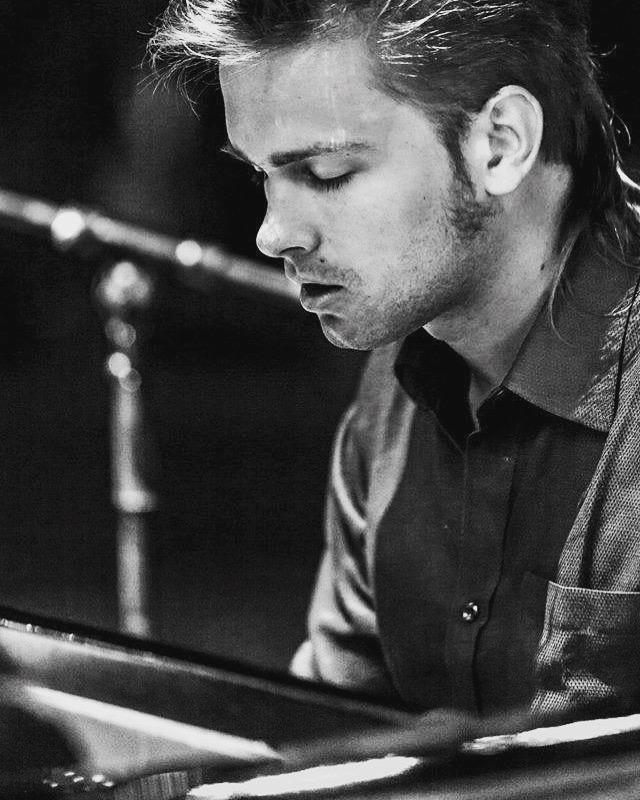
Piotr Orzechowski, Neu-Delhi, 2014

Piotr Orzechowski (* 31. Dezember 1990 in Krakau) ist ein polnischer Jazzpianist und Komponist.

## Leben
Orzechowski absolvierte das Berklee College of Music. 2011 gewann er beim Montreux Jazz Festival den Klaviersolowettbewerb und startete seine Karriere. Seine Alben erschienen u. a. bei Decca Classics.
Piotr Orzechowski mischt klassische und improvisierte Musik, so bei seinem Schallplattendebüt unter dem Titel: Experiment: Penderecki (Decca/Universal, 2012). Dies war ein Versuch den Kern des Stils von Krzysztof Penderecki sichtbar zu machen durch Übertragung seiner Orchestermusik auf das Solo-Piano. Ähnlich verfuhr er auf seinem Album Bukolik mit dem Ensemble High Definition Quartet (HDQ) und bei der musikalischen Bearbeitung von Witold Lutoslawskis Musik für Jazzquartett (ForTune, 2015). 2013 erschien wieder mit dem HDQ Hopasa mit eigenen Kompositionen (EmArcy Records/Universal, 2013) und Bach rewrite mit Marcin Masecki und der Capella Cracoviensis (Decca/Universal, 2013) und 2014 Studies for the Oberek (Decca/Universal, 2014) in denen Elemente des polnischen Volkstanzes verarbeitet wurden.
Neben seiner Solotätigkeit als Jazzpianist tritt er auch mit polnischen Orchestern wie der Sinfonia Varsovia, dem Nationalen Symphonieorchester des Polnischen Rundfunks in Katowice, dem Kammerorchester AUKSO, oder dem polnischen Rundfunkorchester auf.
Er hat mit modernen Komponisten wie Philip Glass, Steve Reich oder Krzysztof Penderecki gearbeitet und trat mit Jazzmusikern wie Randy Brecker, Avishai Cohen, Victor Mendoza oder Michal Urbaniak auf und hatte Projekte mit Adrian Utley mit Portishead, Carlos Zingaro, Skalpel, Wiliam Basinski oder Fennesz.
Im Jahr 2017 veröffentlichte er ein Album mit dem Titel '24 Preludes & Improvisations' (Decca/Universal), auf dem in Form von Präludien 24 Improvisationen chromatisch in 12 Tonarten angeordnet sind in einem Quinten-Kreis, in Dur- und Moll-Tonarten. Es ist an Johann Sebastian Bach angelehnt.

## Diskografische Hinweise
- Experiment: Penderecki Decca Classics (2012)
- Hopasa (mit High Definition Quartet) EmArcy Records (2013)
- 15 Studies for the Oberek Decca Classics (2014)
- Bukoliki (mit High Definition Quartet) For Tune (2015)
- 24 Preludes & Improvisations Decca Classics (2017)
- Dziady (mit High Definition Quartet) PWM (2019)
- Works for Rhodes Piano & Strings (mit Kammerorchester Aukso) PWM (2019)
- Piotr Orzechowski, Marcin Oleś, Bartłomiej Oleś: Waterfall: Music of Joe Zawinul (2020)[24]
- Daniel Toledo / Kuba Więcek / Piotr „Pianohooligan“ Orzechowski / Michał Miśkiewicz: Fletch (Audio Cave 2020)